# Anthobiodes turcicus
Anthobiodes turcicus là một loài bọ cánh cứng trong họ Chrysomelidae. Loài này được Medvede miêu tả khoa học năm 1975.